# Фабрика-кухня УЗТМ
Фа́брика-ку́хня Ура́льского заво́да тяжёлого машинострое́ния (Фабрика-кухня УЗТМ) — памятник конструктивизма в Екатеринбурге. Здание по адресу бульвар Культуры, 3 / Красных партизан, 9 построено в 1929—1935 годах в районе Уралмаша для нужд Уралмашзавода. Неоднократно меняло свои функции. К настоящему времени частично реконструировано, перестроено и руинировано. В 2014 году признано памятником архитектуры.

## История
Здание проектировалось как фабрика-кухня коллективом «Уралмашстроя» для нужд «Уралмашзавода», а именно по проекту советских архитекторов Валерия Парамонова и Моисея Рейшера при участии их немецкого коллеги Белы Шефлера. Два корпуса здания — производственный и торговый — соединены широким переходом. Производственный корпус был готов к открытию «Уралмашзавода» в 1933 году, торговую часть сдали в 1935 году.
Уже во второй половине 1930-х фабрику-кухню решили перепрофилировать в Дом инженерно-технических работников. Дом ИТР был открыт в 1937 г. И в 1938 году он был переименован во Дворец культуры Уралмашзавода имени Сталина. Во Дворце проводились концерты, спектакли, показы кинофильмов, работали кружки и тематические клубы. В 1981 году вся культурная жизнь переместилась в построенный недалеко Дворец народного творчества, а это здание отдали под Дом пионеров и школьников, который располагался тут до начала 1990-х.
В 1990-е здание перешло в муниципальное управление, в нём открылся Дворец культуры «Орджоникидзевский». В 2006 году часть здания была отдана Екатеринбургской академии современного искусства (ЕАСИ). В 2008 центральная часть здания погибла в пожаре.
В 2014 благодаря усилиям активистов бывшая фабрика-кухня получила статус памятника архитектуры регионального значения. Наибольшую ценность представляют Н-образная конструкция здания, лестничные пролёты, мозаики, барельефы, картины, потолок в актовом зале.
ЕАСИ своими силами в 2015 и 2016 годах расчищали здание от мусора и отмывали его. С 2017 года Академия занялась микроремонтами, в это время город влкадывал по 10-20 миллионов рублей в год. В ноябре 2019 прокуратура через суд обязала собственников отремонтировать объект культурного наследия. На тот момент фасады здания местами разрушены до кирпичного основания, кое-где отсутствовала кровля, территория завалена мусором.
Весной 2021 года начался капитальный ремонт стоимостью 107 миллионов рублей, который планируют завершшить к лету 2022 года. В здании должны поменять водопровод, электрику, канализацию, обновить воздуховоды со звукоизоляцией. Также планируется изменить часть перегородок, чтобы приблизить здание к планам 1930-х, в этом же духе задуман ремонт фасада.
По данным «Областной газеты», на начало 2021 года большая часть помещений здания закреплена за МБОУ ВПО «Екатеринбургская академия современного искусства», около трети находится в частной собственности у юридического лица, ещё одна доля принадлежит физическому лицу.

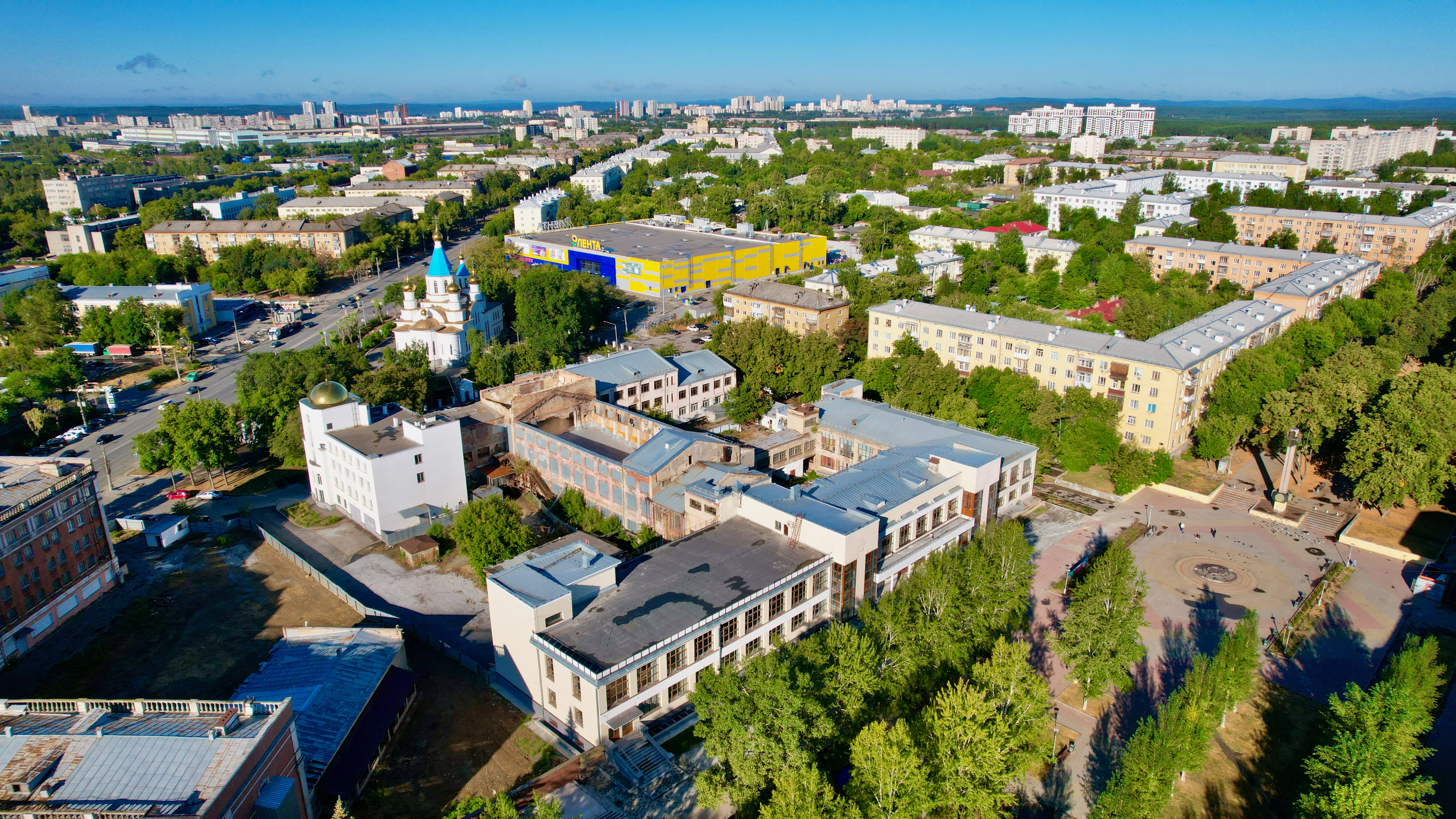
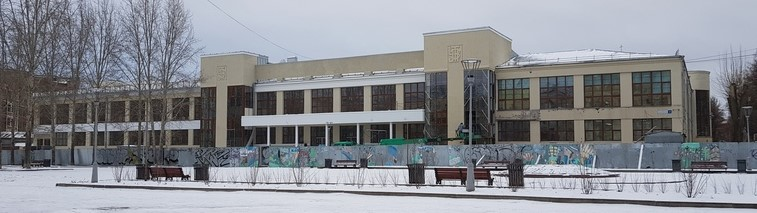
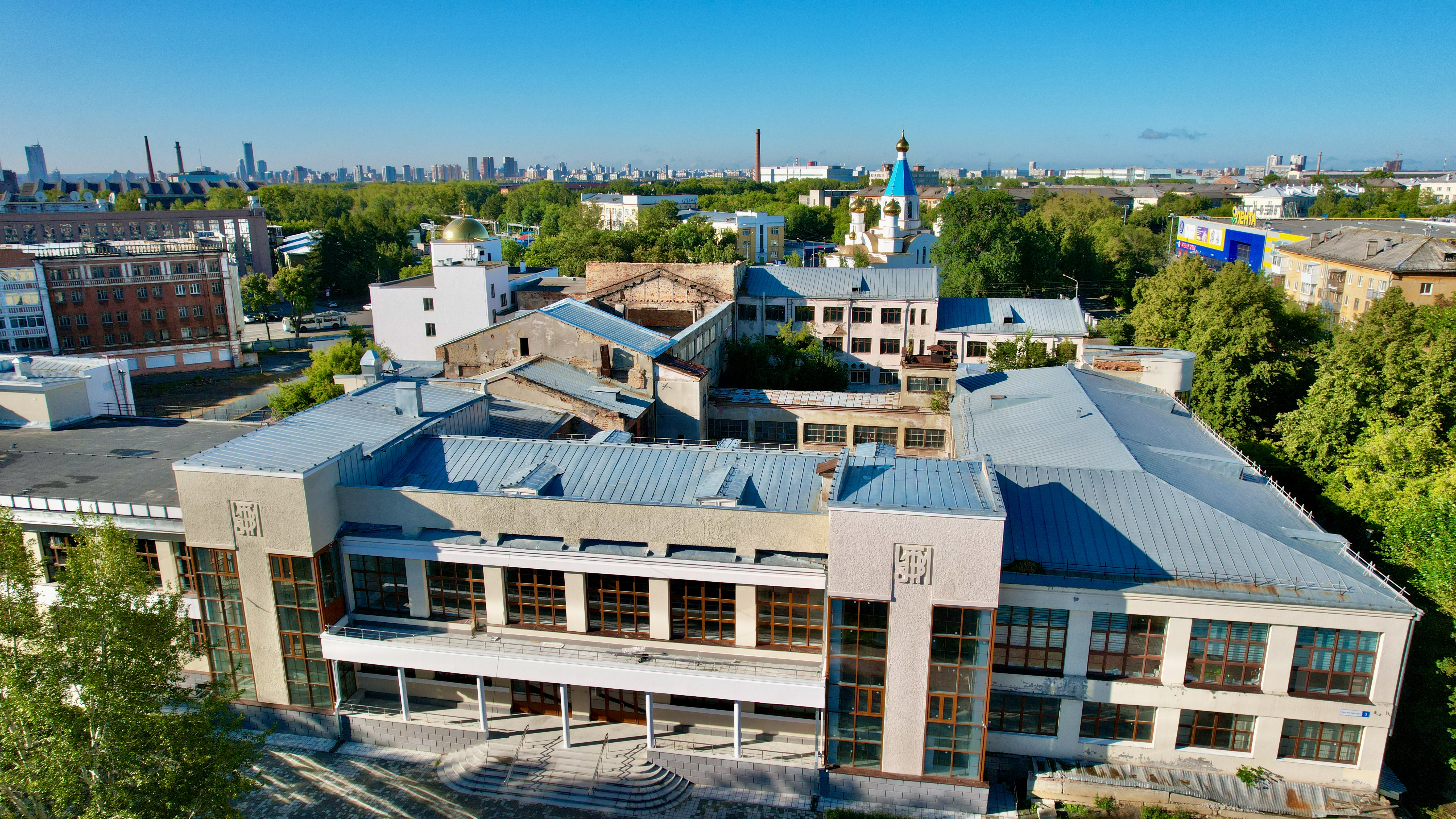